# 百勝軍節度使
百勝军节度使，五代十国杨吴、南唐的节度使，治所在虔州（今江西省赣州市）。
唐朝末年，卢光稠占据虔州、韶州。后梁开平三年（909年），梁太祖朱温在虔州设立百勝军節度使，下辖虔州、韶州（今广东省韶关市）。乾化元年（911年）南汉夺得韶州。吴天祐十五年（918年），夺取虔州，沿置百勝军节度使，后来南唐继续沿置。宋太祖开宝八年（975年），宋朝灭南唐。北宋改为昭信军节度。

## 历任节度使
- 卢光稠（909年—910年）
- 卢延昌（910年—911年）
- 黎球（911年—912年）
- 李彦图（912年—913年）
- 谭全播（913年—918年）
- 王绾（919年—921年）
- 李德诚（921年—934年）
- 李章（936年—938年）
- 王安（938年—941年）
- 贾匡浩（941年—944年）
- 李翱（944年）
- 王崇文（945年）
- 李景逷（958年—969年）
- 柴克贞（964年—965年）